# Теленешти
Теленешти је град и седиште Теленештког рејона, у Молдавији. Налази се 91 km северно од Кишињева и под његовом управом су три села: Михалаша, Михалаша Ноуа и Извораш. Према попису из 2004. године град је имао 6,855 становника, од којих је 89% Молдаваца.

## Прошлост
У Теленештију је почетком 19. века рођен Сава Кујунџић Аксентијевић књигопопечатељ у Књажевској Србској Попечатњи у Београду 1839. године.

## Медији
- Журнал ФМ - 88.2 MHz

## Знамените личности
- Анђел Агаке - политичар
- Николета Дара - певачица
- Нахум Гутман - јеврејски сликар, рођен у Теленештију

## Вероисповест
Пре Другог светског рата град је имао значајну јеврејску популацију. Црква Светог Илије у Теленештију представља новију знаменитост савремене архитектуре. Василе Цуркан је свештеник цркве Светог Илије, а градња је започета 2006. године.